# لاري بلاكمون
لاري بلاكمون (بالإنجليزية: Larry Blackmon)‏ هو منتج أسطوانات ومغني وملحن ومغن مؤلف أمريكي، ولد في 24 مايو 1956 في نيويورك في الولايات المتحدة.

## وصلات خارجية
- لاري بلاكمون على موقع IMDb (الإنجليزية)
- لاري بلاكمون على موقع ميوزك برينز (الإنجليزية)
- لاري بلاكمون على موقع أول ميوزيك (الإنجليزية)
- لاري بلاكمون على موقع ديسكوغز (الإنجليزية)
- لاري بلاكمون على موقع قاعدة بيانات الفيلم (الإنجليزية)